# Катька (балка)
Катька (также Катка; укр. Катька, крымскотат. Katka, Катка) — маловодная балка (река) на Южном берегу Крыма, на территории городского округа Ялта, левый приток реки Авунда. Длина водотока 6,1 километра, площадь водосборного бассейна — 4,14 км².

## Название
На картах балка не подписана, в справочнике «Поверхностные водные объекты Крыма» и других современных работах значится, как Катька, в работе «Обзор речных долин горной части Крыма» Николая Рухлова употребляется вариант Катка, на карте Петра Кеппена 1836 года подписана, как Кабоплу-узень.
Начало балки в источниках не определено, Рухлов упоминал родник Катка (не индефицируемый) на высоте 270 саженей (примерно 574 м), который, судя по соотношению (примерно равная длина) с нижним притоком Авунды Цирубу, истоком не является (малая высота над уровнем моря) и скорее послужил основой для названия всей балки. Балка притоков не имеет, среднемноголетний расход воды у устья — 0,008 м³/с, впадает в Авунду у Южнобережного шоссе, в 1,7 км от устья, водоохранная зона установлена в 50 м. В современных источниках описываются несколько родников в балке: Родник у лесного кордона, в русле балки, родники Катка от I до IV, самый верхний (у лесного кордона) имеет высоту 610 м. Водоохранная зона реки установлена в 50 м